# 표량마마
표량마마(Breaking The Silence)는 중국에서 제작된 손주 감독의 1999년 드라마 영화이다. 공리 등이 주연으로 출연하였다. 중국영화제에서는 아름다운 어머니라는 제목으로 소개되었다.

## 출연

### 주연
- 공리

### 조연
- 시우킹 유에
- 큉 린